# Antonius Polemon
Antonius Polemon (88 – 144) görög filozófus és szónok (rétor).
Laodikeiában született. A szofista filozófia követője volt. Virágzó rétoriskolát alapított Szmürnában. Nagy tekintélyt szerzett, sokszor járt követségben Traianus, Hadrianus és Antoninus Pius udvarában. Köszvénye miatt 56 éves korában őseinek laodikeiai sírboltjában elevenen eltemetkezett. Hírét főleg eleven és ügyes rögtönzései alapították meg. Fennmaradt két marathoni hős, Künegirosz és Kallimakhosz emlékére írt két deklamácója.